# Валентано
Валента̀но (на италиански: Valentano) е малко градче и община в Централна Италия, провинция Витербо, регион Лацио. Разположено е на 538 m надморска височина. Населението на общината е 2897 души (към 2010 г.).